# Ivete Vargas
Cândida Ivette Vargas Martins (São Borja, 17 de julio de 1927; São Paulo, 3 de enero de 1984) fue una periodista, activista, profesora y política brasileña.

## Biografía
Nacida Cândida Ivette Vargas Tatsch, era hija de Newton Barbosa Tatsch y de Cândida Vargas. Su madre era sobrina del presidente Getúlio Vargas.
Como periodista inició carrera en la ciudad de Río de Janeiro en el periódico de su abuelo, Viriato Dornelles Vargas. Trabajó en el periódico matutino paulista Folha da Manha, actual Folha de S. Paulo.
Aunque era poco conocida en el estado de São Paulo, en 1950 fue elegida diputada federal por el Partido Laborista Brasileño (PTB) ayudada por el peso de su parentesco con Getúlio Vargas. Se hizo embajadora de Brasil en 1953 y participó en las sesiones de la Organización de las Naciones Unidas (ONU).
Fue reelegida sucesivamente en los comicios de 1954, 1958, 1962 y 1966, siendo una de las primeras parlamentarias brasileñas. En 1956, durante el gobierno de Juscelino Kubitschek, comandó la delegación de parlamentarios brasileños en visita a los países socialistas.
Presidió la sección paulista del PTB, y al frente de esta sección organizó el Movimiento Jan-Jan (Jânio-Jango) en 1960. No apoyó el Golpe de Estado de 1964, sin embargo no fue cesada en ese primer momento. Presidió el PTB de S. Paulo hasta su extinción, en 1965, por el AI-2. Tras esto, se adhirió al MDB, habiendo sido cesada el 16 de enero de 1969, por el nuevo AI-5, momento en el que se distanció de la vida pública.
En 1979, con las reformas políticas destinadas a promover la democratización del país, presidió una de las facciones que disputaron el control de la sigla PTB, frente al grupo de Leonel Brizola. Por fin, en 1980, por decisión del TSE, ganó la disputa y fue elegido presidente nacional del nuevo PTB. El grupo de Brizola pasó entonces a organizar el Partido Democrático Laboralista (PDT).
En 1980, lanzó el libro "Por qué fui cesada - Testimonio a la nación", recolección de sus discursos parlamentarios. Atrajo pocas estrellas del viejo PTB, además del expresidente Jânio Quadros (que llegó a ser electo diputado federal por el PTB paranaense), que disputó el gobierno de São Paulo, y algunos laborales del estado de Río de Janeiro.
En las elecciones de 1982, el PTB de Ivete Vargas obtuvo trece diputados federales, solamente en São Paulo (8) y en Río de Janeiro (5); el PDT brizolista venció las elecciones para el Gobierno del Estado de Río de Janeiro, pero solamente obtuvo 24 diputados: en Río Grande del Sur (8) y en Río de Janeiro (16). Ivete Vargas fue una de las diputadas federales más votadas de São Paulo, con más de 276.000 votos, y asumió el liderazgo de la Bancada en Brasilia.
Murió víctima de cáncer, a los 56 años de edad.

## Trabajos publicados
- Humanismo y renascimento, 1945.
- Por qué fui cesada. Testimonio a la nación, 1980.